# Proteopharmacis melanosticta
Proteopharmacis melanosticta är en fjärilsart som beskrevs av Butler 1882. Proteopharmacis melanosticta ingår i släktet Proteopharmacis och familjen mätare. Inga underarter finns listade i Catalogue of Life.